# SolarCity

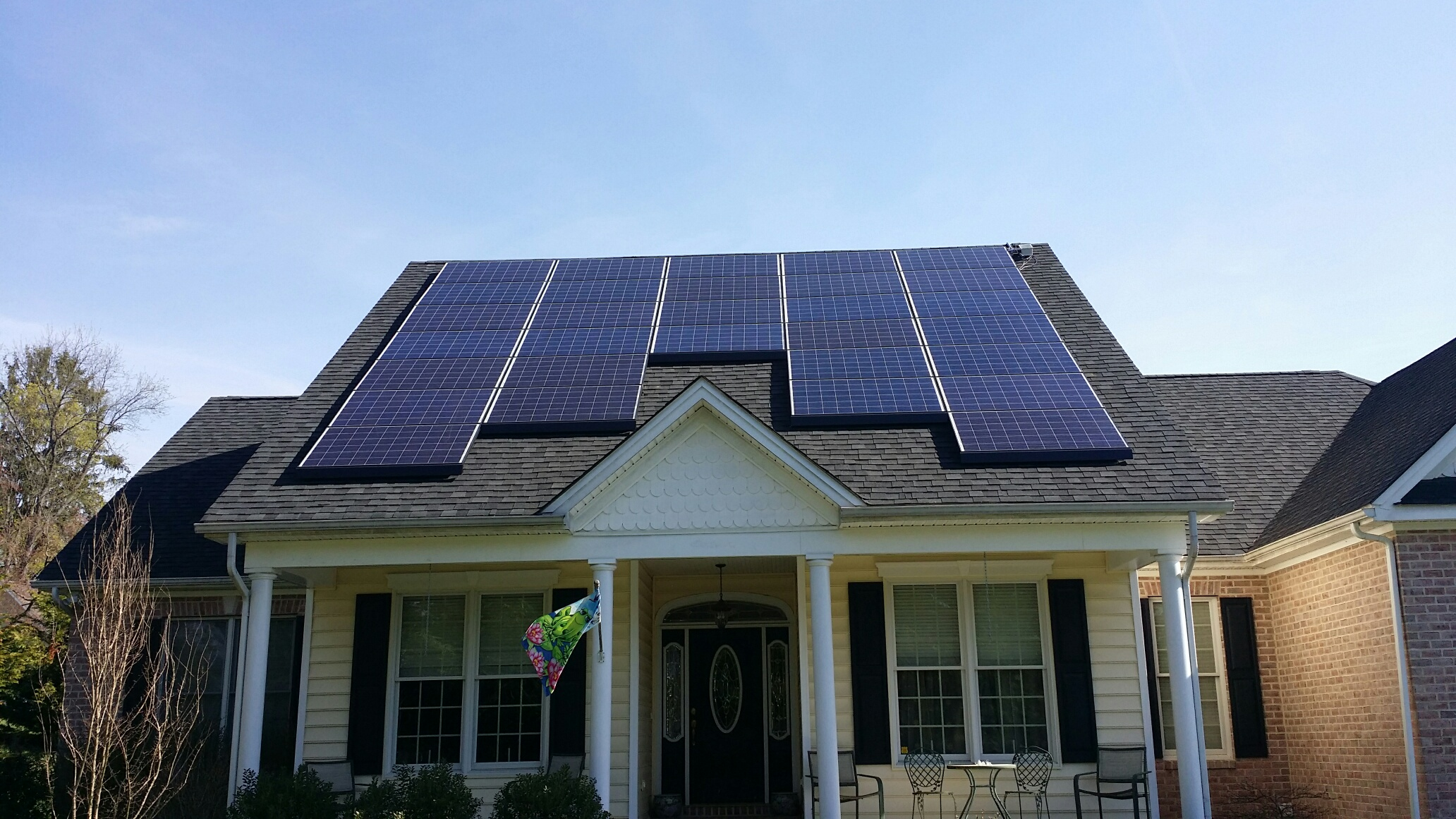
Impianto fotovoltaico Solar City

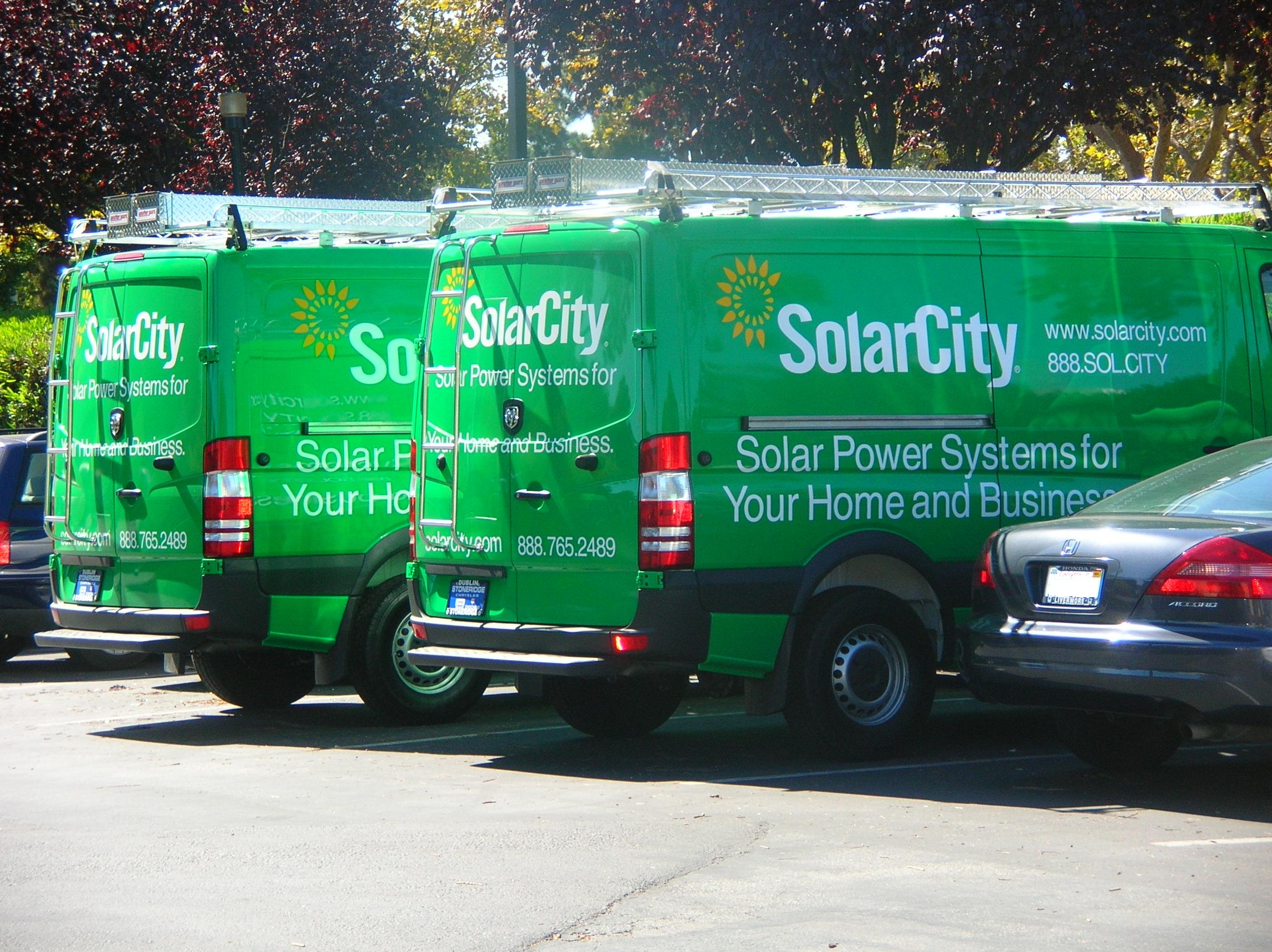
Veicoli di installazione con il logo originale

SolarCity è stato un fornitore di energia statunitense con sede a San Mateo, in California. Il 1º agosto 2016 l'azienda è stata acquistata da Tesla per 2,6 miliardi di dollari ed è confluita in Tesla Energy.
Tra i suoi servizi primari l'azienda progetta, finanzia e installa sistemi di energia solare negli Stati Uniti. Dal 2016, tramite Tesla, offre servizi di stoccaggio di energia, tra cui una batteria di riserva residenziale preconfigurata che incorpora il Powerwall di Tesla. L'azienda, in partenariato con Panasonic, amministra la Gigafactory 2 a Buffalo, nello stato di New York, dove produce componenti solari.

## Storia
SolarCity fu fondata nel 2006 dai fratelli Peter e Lyndon Rive, basandosi su un'idea per un'azienda di energia solare del loro cugino, Elon Musk, che è presidente del consiglio di amministrazione e ha aiutato ad avviare l'azienda. Nel 2009 i pannelli solari installati generavano 440 megawatt di potenza.
Nel 2013, secondo GTM Research, SolarCity era il leader nelle installazioni residenziali di pannelli solari negli Stati Uniti. La rivista Solar Power World l'ha posizionata al secondo posto come azienda statunitense di installazioni solari in generale. La società ha acquistato Paramount Solar per 120 milioni di dollari statunitensi nel 2013.
SolarCity si è sviluppata per soddisfare la rapida crescita di installazioni di sistemi fotovoltaici negli Stati Uniti. Infatti il mercato statunitense ha visto aumentare l'energia fornita dai pannelli solari da 440 megawatt a 6.200 megawatt soltanto tra il 2009 e 2014. SolarCity si è diversificata nel 2014 e 2015, con lo scopo di abbassare i costi e aumentare le vendite.